# Mosquée de l'émir Ulmas al-Hajib
 (février 2024).
La  Mosquée de l’émir Ulmas al-Hajib est une mosquée et le mausolée de l’émir mamelouk Ulmas al-Hajib au Caire en Égypte. L’édifice fut complété en 1330.
Le minaret fut reconstruit pendant la période Ottomane.

## Voir également
- Architecture mamelouke

## Référence
- (en) D. Behrens-Abouseif, Cairo of the Mamluks, Ed. I.B.Tauris, 2007, p. 183.